# Meftah
Meftah è un comune dell'Algeria, situato nella provincia di Blida.